# 尾張屋 (不動産)
株式会社尾張屋（おわりや）は、埼玉県さいたま市浦和区常盤に本社を置く企業。不動産売買、不動産売買仲介・賃貸仲介、不動産賃貸管理、リフォームなどを手がける。ショッピングセンターなどに不動産展示場を展開し、埼玉県を中心に8店舗を展開している。
現在の会社は、1964年創業で、屋号から換算すると91年（2015年2月現在）を迎える、埼玉県でも老舗の企業である。スーパー経営時には売上高は300億円であった。

## 沿革
株式会社尾張屋の前身は、大正13年6月創業の呉服店。昭和初期に洋品を扱い量販店スーパーへ業態を移し、昭和10年株式会社化。
量販店スーパー尾張屋を8店舗（浦和店・川越店・所沢店・蕨店・春日部店・志木店・本庄店・清瀬店）展開し、1964年（昭和39年）に不動産管理会社として（有）尾張屋不動産を設立。現在の株式会社尾張屋は、この（有）尾張屋不動産が起源である。
昭和48年に母体である量販店スーパー尾張屋は株式会社ニチイ（現：イオンリテール株式会社）と資本提携を行い、順次ニチイ（現：イオン）店舗に転換されるが、（有）尾張屋不動産は資本提携関係を結ばず、以後独立自営の道を歩む。母体の量販店スーパー尾張屋は昭和51年8月31日にニチイに吸収合併された。
尚、イオン内店舗が多いのは、かつて同スーパーが尾張屋だった名残である。
- 1924年（大正13年） 北足立郡浦和町で尾張屋（呉服店）創業
- 1935年（昭和10年） 尾張屋（スーパー）を株式会社化
- 1964年（昭和39年） 不動産管理部門を分社化し、（有）尾張屋不動産を創業
- 1971年（昭和46年） 宅地建物取引業の免許を取得
- 1973年（昭和48年）（株）尾張屋土地開発に社名変更
- 1979年（昭和54年） 浦和市常盤に本社ビル完成
- 1980年（昭和55年） ニチイ（現：イオン）北浦和店に第一号の展示場支店を開設
- 1984年（昭和59年） 長崎屋浦和店に展示場支店（浦和長崎屋店）を開設
- 1985年（昭和60年） 浦和市東仲町に本社を移転
- 1985年（昭和60年）（株）尾張屋土地開発を分社化し、現社名「株式会社 尾張屋」に変更
- 1986年（昭和61年） 川口グリーンシティ店を開設
- 1988年（昭和63年） 新座店、せんげん台店、ダイエー大宮店を開設
- 1991年（平成 3年） ダイエー大宮店を大宮DOM店に名称変更
- 1993年（平成 5年）（株）埼玉県南開発を グループ傘下とし、(株)オワリヤ県南開発に社名変更し、新座市東北に本店を開設。新座店を（株）オワリヤ県南開発の支店に変更
- 1994年（平成 6年） 大宮市東大成町に大宮店を開設
- 1994年（平成 6年）（株）オワリヤ県南開発 イトーヨーカドー和光店を開設
- 1998年（平成10年）（有）平和不動産をグループ傘下とする
- 1998年（平成10年） 越谷市千間台西にせんげん台中央店を開設
- 1998年（平成10年） 武蔵浦和マーレ店を開設
- 1998年（平成10年） 越谷市千間台東にせんげん台中央店を移転、せんげん台東口店に名称変更
- 1999年（平成11年） リフォームセンターを本社内に開設
- 1999年（平成11年） 別法人にて都知事免許を取得し、（株）尾張屋として板橋サティ店を開設
- 2000年（平成12年） 大宮サティ店、川口キャラ店を開設
- 2001年（平成13年） 武蔵浦和駅前店を賃貸部門の中心店として開設
- 2003年（平成15年） さいたま市大宮区大成町に大宮店を移転
- 2004年（平成16年）（株）オワリヤ県南開発本店を新座サティ店（本店）に統合
- 2004年（平成16年） さいたま市浦和区常盤に本社を移転し、営業本部として本店を開設
- 2006年（平成18年） 業務拡張のため、さいたま市浦和区常盤に、本社及びリフォームセンターを移転
- 2007年（平成19年）（株）オワリヤ県南開発の新座店、和光店を（株）尾張屋に併合し、それぞれ新座サティ店、和光イトーヨーカドー店に名称変更
- 2007年（平成19年）（株）オワリヤ県南開発をさいたま市浦和区常盤に移転
- 2007年（平成19年） 川口元郷ミエル店を開設
- 2007年（平成19年） ダイヤモンドシティ・キャラの増床工事に伴い、川口キャラ店を一時閉鎖
- 2007年（平成19年） 大宮DOM店をさいたま市南区辻に移転。浦和辻営業所に名称変更し、新規事業部門を設立
- 2007年（平成19年） 11月、川口キャラ店リニュアルオープン
- 2008年（平成20年）（株）尾張屋　国土交通大臣免許取得
- 2008年（平成20年） 新築不動産販売部業務開始
- 2008年（平成20年）（株）尾張屋（東京）の板橋サティ店を当社に併合
- 2009年（平成21年） 大宮店を閉鎖、大宮サティ店（のちにイオン大宮店）に業務を統合
- 2010年（平成22年） 浦和長崎屋店をドン・キホーテ浦和原山店に名称変更
- 2010年（平成22年） 東京都江東区にアリオ北砂店を開設
- 2010年（平成22年） 浦和パルコ店を開設
- 2010年（平成22年） 新座サティ店を閉鎖、和光イトーヨーカドー店に業務を統合
- 2011年（平成23年）5月 株式会社オワリヤ県南開発をさいたま市南区別所に移転、株式会社尾張屋プロパティに商号変更。
- 2011年（平成23年）8月 賃貸借契約期間終了に伴いイオン大宮店を閉鎖。
- 2011年（平成23年）10月 川口グリーンシティ店をイオンモール川口店に、川口キャラ店をイオンモール川口前川店に、名称変更
- 2012年（平成24年）3月 賃貸借契約期間満了に伴い和光イトーヨーカドー店を閉鎖。
- 2012年（平成24年）8月 賃貸借契約期間満了に伴いイオン板橋店を閉鎖
- 2012年（平成24年）10月 株式会社オオイワ・コーポレーションを株式会社尾張屋に併合。
- 2013年（平成25年）10月 賃貸借契約期間満了に伴いイオンモール川口店を閉鎖。

## 関連会社
- 株式会社尾張屋（東京都）
- すまいるドットコム有限会社（旧社名：平和不動産有限会社）
- 株式会社尾張屋プロパティ - 本社はさいたま市南区ライブタワー内。